# Jan IV karniowski
Jan IV karniowski (starszy) (ur. ok. 1440, zm. 1483 w Wodzisławiu) – książę karniowsko-wodzisławski w latach 1454–1456, od 1456 r. w wyniku podziału książę na Karniowie i Wodzisławiu. W 1474 r. stracił ziemię karniowską i był wyłącznie księciem na Wodzisławiu. Pochodził z dynastii Przemyślidów.
Jan IV był najstarszym synem księcia karniowskiego Mikołaja V i jego pierwszej żony Małgorzaty Klemy z Ligoty.
W 1454 r., kiedy zmarł ojciec księcia Mikołaj – Jan był jeszcze małoletni, w związku z czym regencję objęli (rywalizując ze sobą) – macocha Barbara Rokemberg i stryj Wacław II. Za pełnoletniego Jan IV został uznany dopiero w 1456 r. Wtedy też nastąpił podział ojcowizny z Wacławem III. Starszy z braci otrzymał wtedy Karniów i Wodzisław, podczas gdy młodszy musiał się zadowolić Rybnikiem, Pszczyną i Żorami.
W 1469 r. Jan IV wsparł militarnie króla czeskiego Jerzego z Podiebradów przeciwstawiając się potędze króla węgierskiego Macieja Korwina. Krok ten okazał się niezbyt rozważny, gdyż w 1474 r. na księstwa śląskie ruszyła wyprawa Macieja Korwina. Jan IV pozbawiony pomocy, nie był w stanie obronić swojego władztwa i dostał się pod Albrechcicami niedaleko Karniowa do węgierskiej niewoli.
Nie wiadomo dokładnie, jak długi czas Jan IV przebywał więziony przez Węgrów. Znamy za to cenę, za którą otrzymał on wolność – było to zastawienie ponad połowy księstwa z Karniowem na czele Maciejowi, który wyposażył tą ziemią swojego naturalnego syna Jana. Pod koniec życia najstarszemu synowi Mikołaja V została więc tylko ziemia wodzisławska z którego później utworzyło się Wodzisławskie Państwo Stanowe. Książę większość czasu przebywał w Wodzisławiu i prawdopodobnie to on stał za wzniesieniem drugiego już zamku wodzisławskiego.
Jan IV karniowski zmarł w Wodzisławiu w 1483 r. Nie ożenił się i nie pozostawił potomstwa. Został pochowany w klasztorze dominikanek w Raciborzu. Po jego śmierci księstwo wodzisławskie przekształciło się w państwo stanowe.